# Monday Ossey
Pour les articles homonymes, voir Ossey.
Monday Ossey, né le 26 juillet 1933 à Bitam et mort le 24 octobre 2006 à Libreville, est un footballeur gabonais des années 1950 et 1960. Durant sa carrière, il évolue au poste d'attaquant.

## Biographie
Né le 26 juillet 1933 à Bitam, alors en Afrique-Équatoriale française, Monday Ossey arrive en France dans les années 1950 en tant qu'étudiant, pour y poursuivre une licence de lettres. Jouant au football, il fait partie d'un club amateur, le Sporting Club universitaire africain, regroupant des étudiants venus de différents pays africains, qui remporte à la surprise générale la Coupe de Paris en 1955. Recruté par le Limoges FC en 1957, il y fait ses débuts professionnels en deuxième division. Considéré comme « l'intellectuel » de l'équipe limougeaude par la presse, du fait de sa formation universitaire, il fait partie d'une vague de footballeurs d'Afrique noire recrutés par les clubs professionnels français durant la deuxième moitié des années 1950, à l'image de Jean Tokpa, Ignace Wognin, ou encore Eugène N'Jo Léa.
Lors de la saison 1957-1958, Monday Ossey marque un total de vingt-sept buts, mais n'obtient pas le titre de meilleur buteur du championnat, devancé par les vingt-neuf réalisations du Suédois Egon Jönsson. Il permet néanmoins au Limoges FC d'obtenir la montée en Division 1, alors que le club limousin disputait sa première saison professionnelle. L'attaquant gabonais marque ainsi les esprits par son efficacité devant le but, notamment celui de son coéquipier Roger Berthaud, mais aussi de Guy Roux. La presse se fait aussi l'écho des performances de Monday Ossey : le journaliste Gabriel Hanot souligne les qualités de « force physique, [les] nerfs à fleur de peau, [la] souplesse musculaire et articulaire » qu'il possède, à l'instar de Tokpa et N'Jo Léa, alors qu'en octobre 1959, il est surnommé le « battant de Bitam » par l'hebdomadaire France Football.
Avec Limoges, Monday Ossey découvre ainsi la première division lors de l'exercice 1958-1959. Il marque douze buts, ce qui fait de lui le troisième meilleur buteur de l'histoire du club limougeaud dans l'élite, derrière Alexis Bob et Paul Sauvage. Ses performances convainquent le Stade rennais de l'engager à l'été 1959. Monday Ossey est ainsi l'un des premiers joueurs noirs de l'histoire du club breton, après Fernand Pordié et René Gaulon. En concurrence avec l'Algérien Mahi pour le poste d'avant-centre, il est régulièrement exilé sur le côté droit de l'attaque rennaise par son entraîneur Henri Guérin. Néanmoins, il marque douze buts toutes compétitions confondues avec le Stade rennais, dont un triplé contre le RC Strasbourg en décembre 1959. Alors que le club rennais décide de recruter Jacky Faivre, Monday Ossey quitte la Bretagne dès 1960.
L'attaquant gabonais — dont le pays accède à l'indépendance le 17 août 1960 — poursuit sa carrière au Toulouse FC, avec qui il dispute sa dernière saison en Division 1, mais ne joue que neuf rencontres de championnat pour un but marqué, à l'occasion d'un déplacement sur le terrain de l'AS Troyes Sainte-Savine,. En 1961, il finit par revenir au Limoges FC, tout juste redescendu en Division 2. C'est à ce niveau qu'il dispute sa dernière saison professionnelle, marquant vingt buts. Un total qui ne lui permet pas, une nouvelle fois, de terminer meilleur buteur du championnat, devancé par les vingt-et-une réalisations de Serge Masnaghetti. 
À l'issue de sa carrière de joueur professionnel en France, Monday Ossey retourne au Gabon, et participe alors à la structuration du football dans son pays. Il meurt à Libreville le 24 octobre 2006, le lendemain du décès d'Eugène N'Jo Léa.

## Statistiques
| Saison                | Club                  | Championnat           | Championnat | Championnat | Coupe(s) nationale(s) | Coupe(s) nationale(s) | Total | Total |
| Saison                | Club                  | Division              | M.          | B.          | M.                    | B.                    | M.    | B.    |
| 1957-1958             | Limoges FC            | Division 2            | 38          | 27          | 3                     | 3                     | 41    | 30    |
| 1958-1959             | Limoges FC            | Division 1            | 29          | 12          | 2                     | 1                     | 31    | 13    |
| 1959-1960             | Stade rennais UC      | Division 1            | 27          | 9           | 4                     | 3                     | 31    | 12    |
| 1960-1961             | Toulouse FC           | Division 1            | 9           | 1           | 2                     | 0                     | 11    | 1     |
| 1961-1962             | Limoges FC            | Division 2            | 35          | 20          | 2                     | 0                     | 37    | 20    |
| Total sur la carrière | Total sur la carrière | Total sur la carrière | 138         | 68          | 13                    | 7                     | 151   | 75    |